# Linum narbonense
Linum narbonense, selten auch Französischer Lein genannt, ist eine Pflanzenart aus der Gattung Lein (Linum) innerhalb der Familie der Leingewächse (Linaceae). Sie kommt im Mittelmeerraum vor.

## Beschreibung

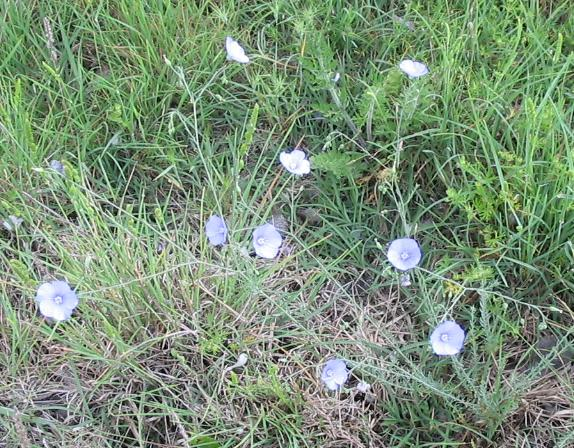
Habitus

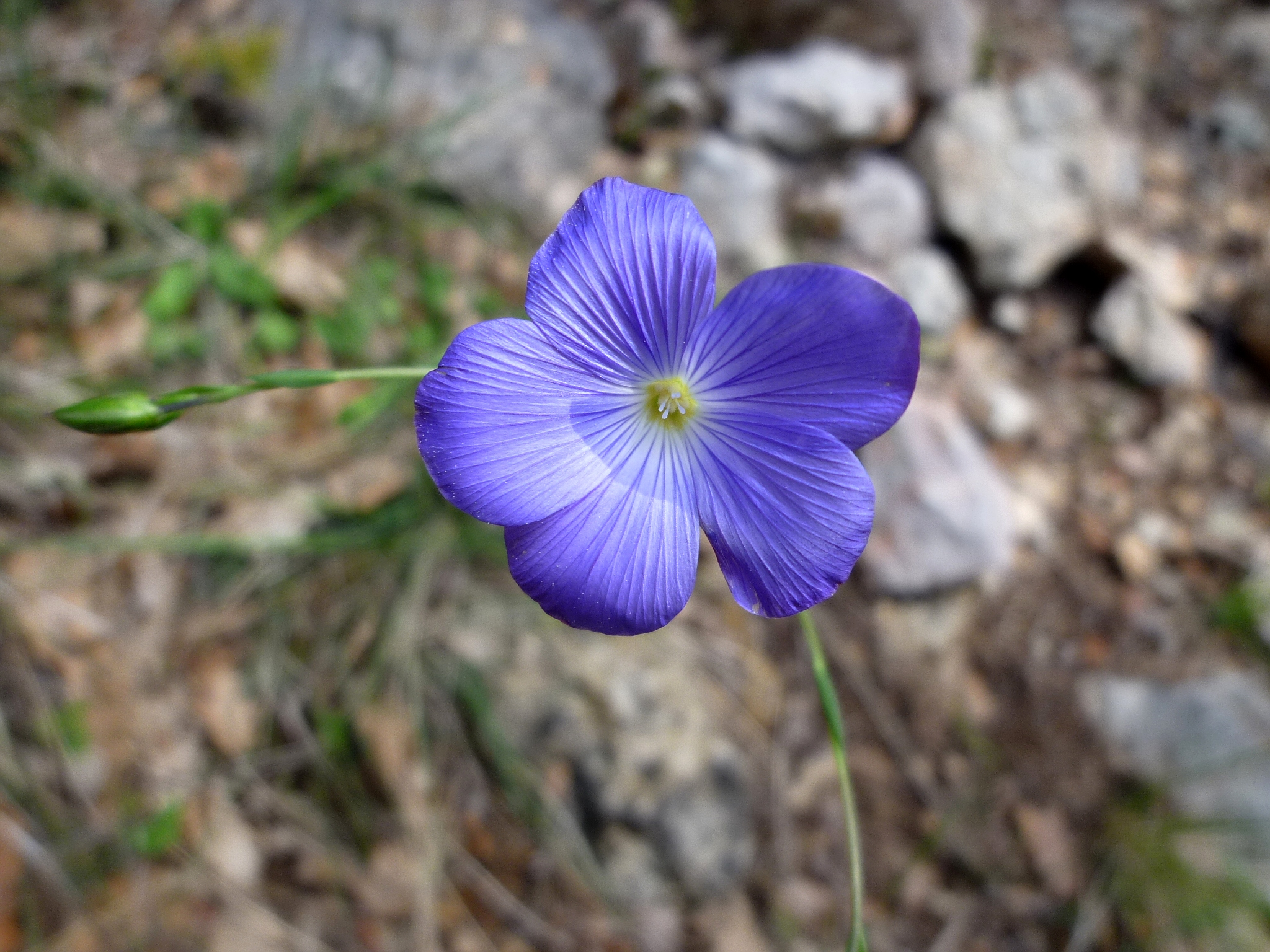
Radiärsymmetrische Blüte

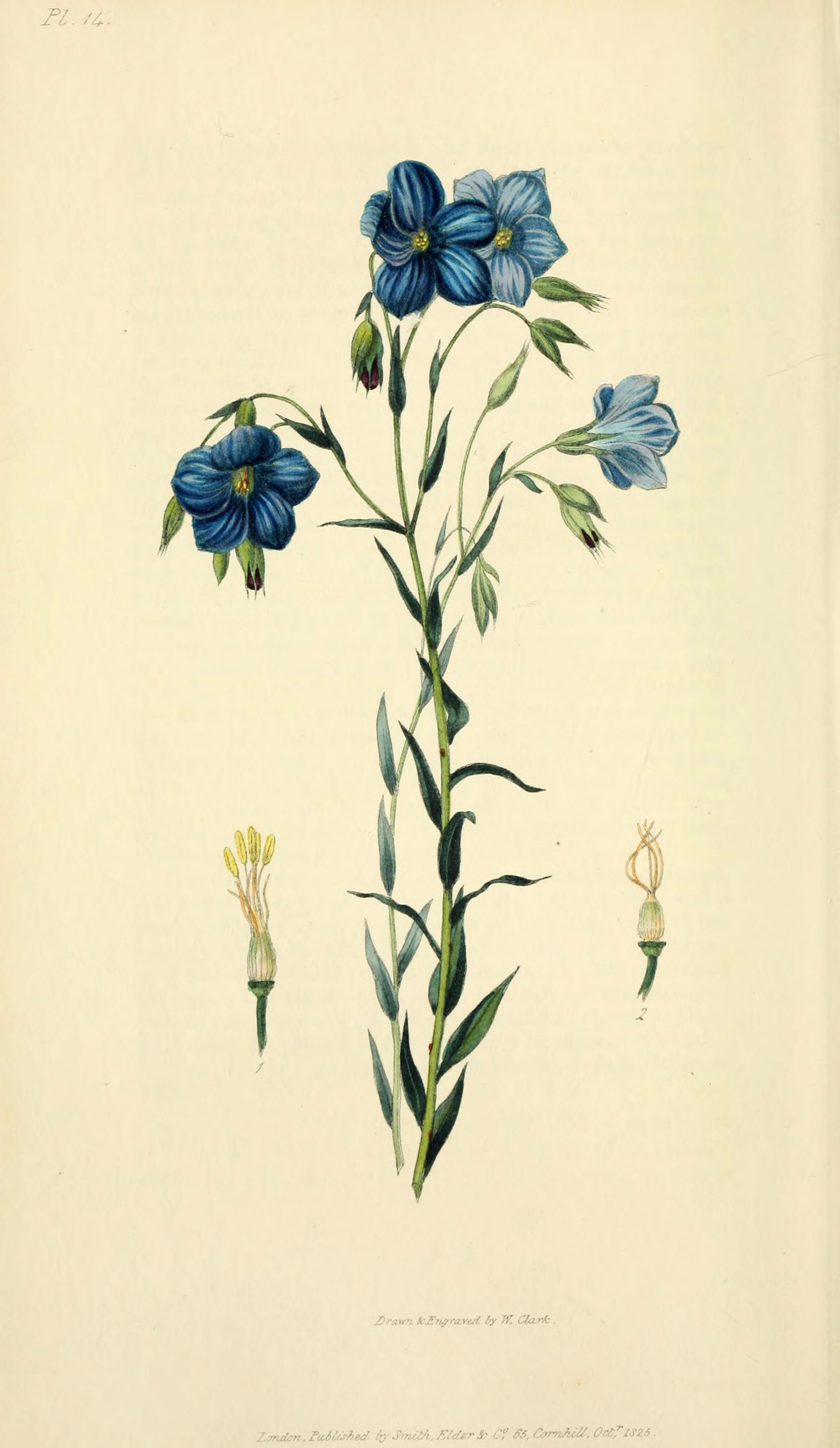
Illustration aus Flora conspicua, Tafel 14

### Vegetative Merkmale
Linum narbonense ist eine krautige Pflanze und erreicht Wuchshöhen von 30 bis 60 Zentimetern. Der steif aufrechte Stängel kann an seiner Basis verholzen; er ist einfach oder im oberen Teil verzweigt.
Die Laubblätter sind ziemlich dicht wechselständig am Stängel angeordnet und sind sitzend. Die grau-grüne Blattspreite ist bei einer Länge von 7 bis 20 Millimetern linealisch-lanzettlich und sehr spitz zulaufend.

### Generative Merkmale
Die Blütezeit liegt im Juli. Ihre aufrechten Blüten stehen in zusammengesetzten, flachen, endständigen Blütenständen. Die Blütenstiele sind 5 bis 7 Millimeter lang.
Die zwittrige Blüte ist radiärsymmetrisch, besitzt eine doppelte Blütenhülle und einen Durchmesser von 2 bis 3 Zentimetern. Die Kelchblätter sind bei einer Länge von 10 bis 12 Millimetern breit-eilanzettlich mit lang zugespitztem oberen Ende und mit breitem Hautrand. Die Kronblätter sind hell- bis dunkelblau, selten weißlich. Sie fallen am Nachmittag ab. Die Staubblätter sind etwa 14 bis 15 Millimeter lang und am Grund zu einer kurzen Röhre verwachsen. Der Griffel ist etwa 5 Millimeter lang und endet in einer linealischen Narbe.
Die Kapselfrucht ist bei einem Durchmesser von 8 bis 12 Millimetern annähernd rundlich.
Die Chromosomenzahl beträgt 2n = 18, 2n = 28 oder n = 15.

## Vorkommen
Linum narbonense kommt im westlichen und mittleren Mittelmeerraum vor. Es gibt Fundortangaben für Marokko, Algerien, Portugal, Spanien, die Balearen, Andorra, Frankreich, Korsika, Sizilien, Italien, Istrien, die Schweiz, Slowenien, Kroatien, Albanien, Montenegro und Rumänien.
Linum narbonense wächst auf Trockenwiesen und in offenen Gebüschen, vorzugsweise auf feuchten Böden.
Die ökologischen Zeigerwerte nach Landolt et al. 2010 sind in der Schweiz: Feuchtezahl F = 1 (sehr trocken), Lichtzahl L = 4 (halbschattig), Reaktionszahl R = 4 (neutral bis basisch), Temperaturzahl T = 5 (sehr warm-kollin), Nährstoffzahl N = 2 (nährstoffarm), Kontinentalitätszahl K = 4 (subkontinental).

## Systematik
Die Erstveröffentlichung von Linum narbonense erfolgte 1753 durch Carl von Linné in Species Plantarum, Tomus I, Seite 278. Das Artepitheton narbonense geht jedoch bereits auf Johann Bauhin zurück, der sie als Linum luteum Narbonense erwähnt, narbonense verweist dabei auf die Region (Gallia narbonensis) um die südfranzösische Stadt Narbonne, wo diese Art unter anderem heimisch ist. Linné selbst schreibt: Habitat in Galloprovincia, Monspelii, unde Burserus attulit C. Bauhino. (Wächst in der Provence, bei Montpellier, von wo Burser sie C. Bauhin zukommen ließ).
Je nach Autor gibt es etwa zwei Unterarten:
- Linum narbonense L. subsp. narbonense
- Linum narbonense subsp. barrasii (Pau) Mart. Labarga & Muñoz Garm. (Syn.: Linum barrasii Pau): Sie kommt in Portugal und Spanien vor.[7]

In der Gattung zählt Linum narbonense zu einer Artengruppe um den Ausdauernden Lein (Linum perenne) in der Sektion Linum.